# Terminal de Katajanokka
Le terminal de Katajanokka (finnois : Katajanokan terminaali) est un terminal maritime pour les passagers du Port du sud qui se trouve dans le quartier Katajanokka d'Helsinki en Finlande.

## Accès
Le terminal est desservi par les lignes 4 et 5 du tramway d'Helsinki:

## Galerie

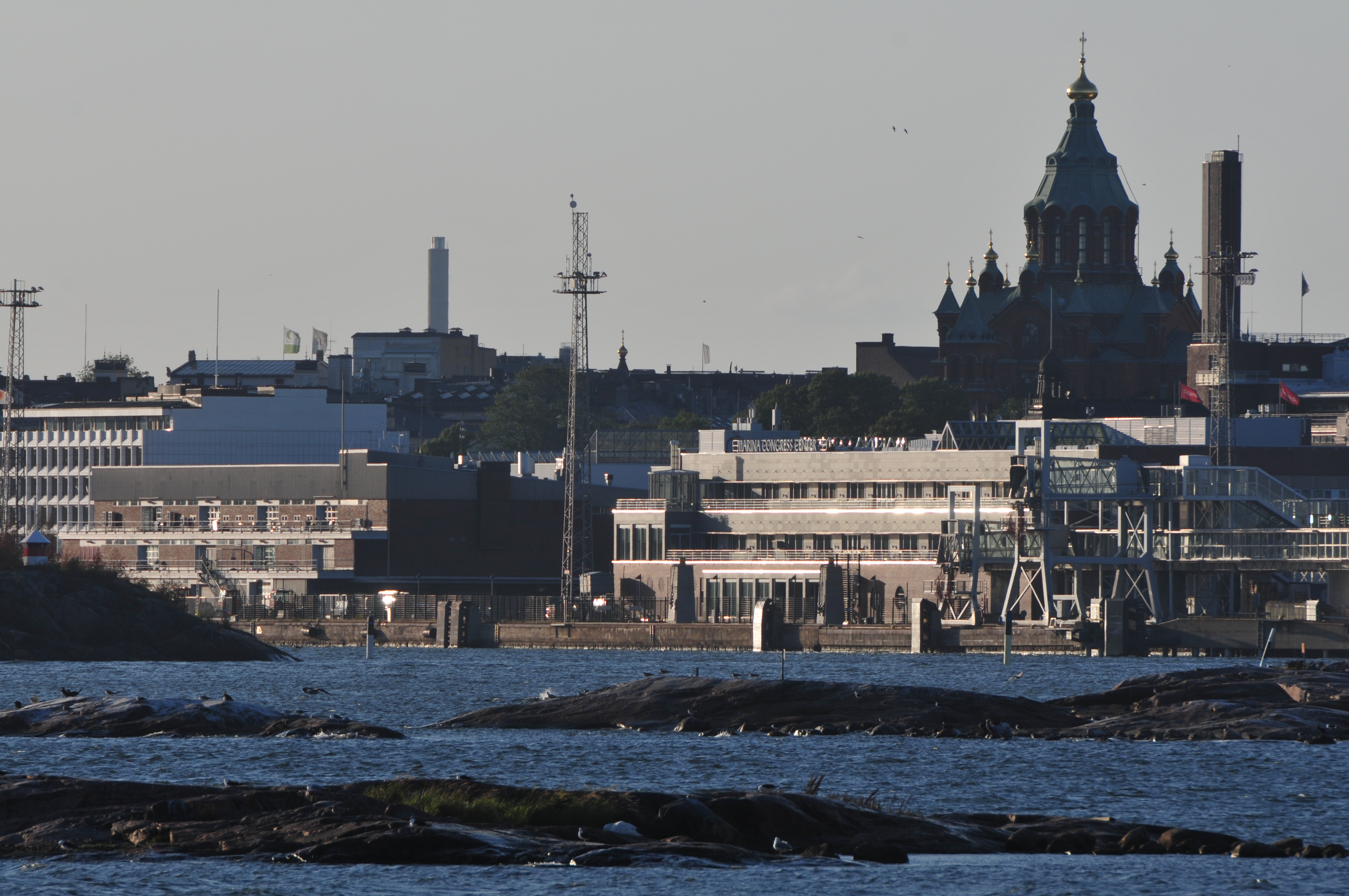
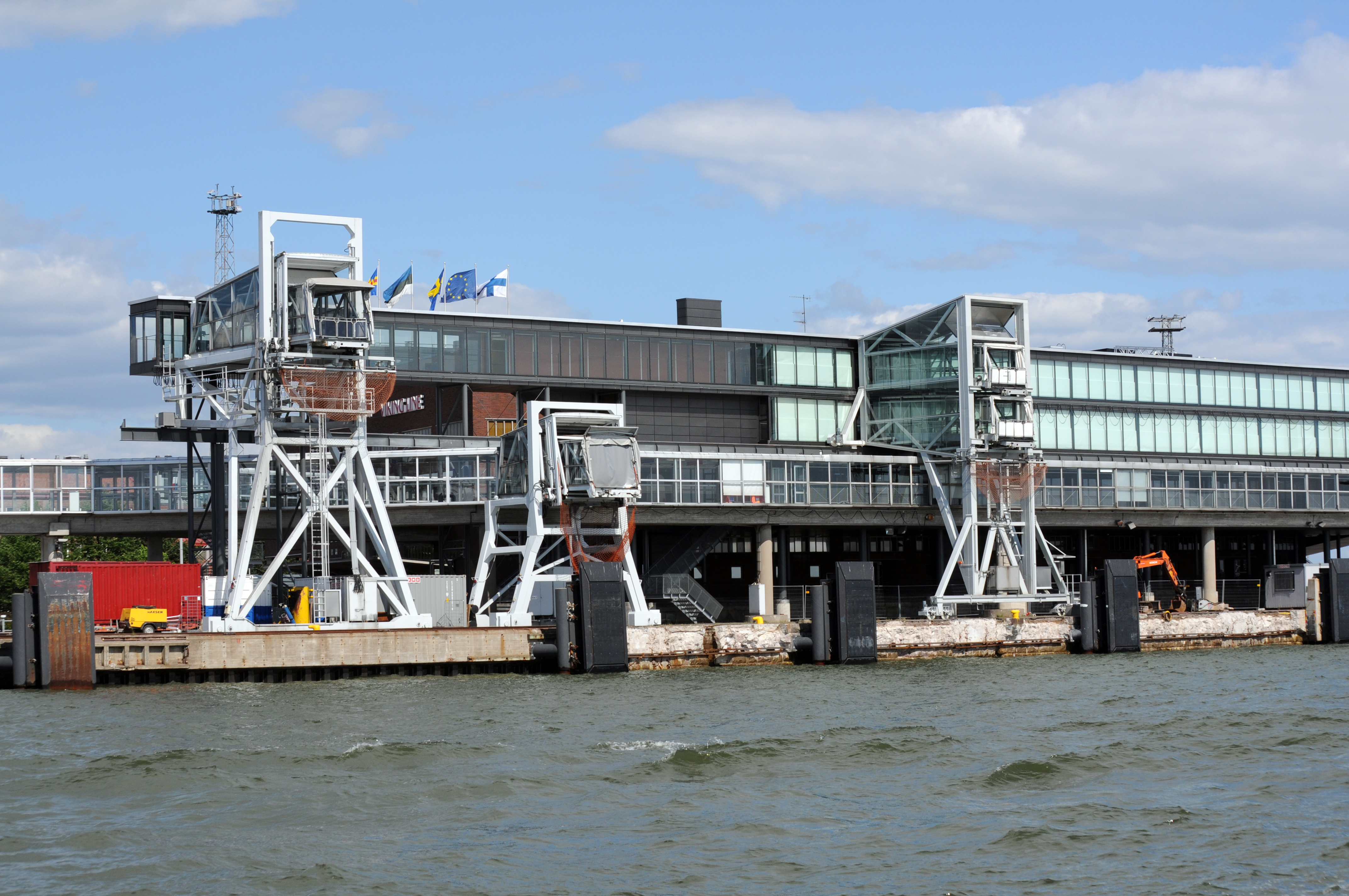
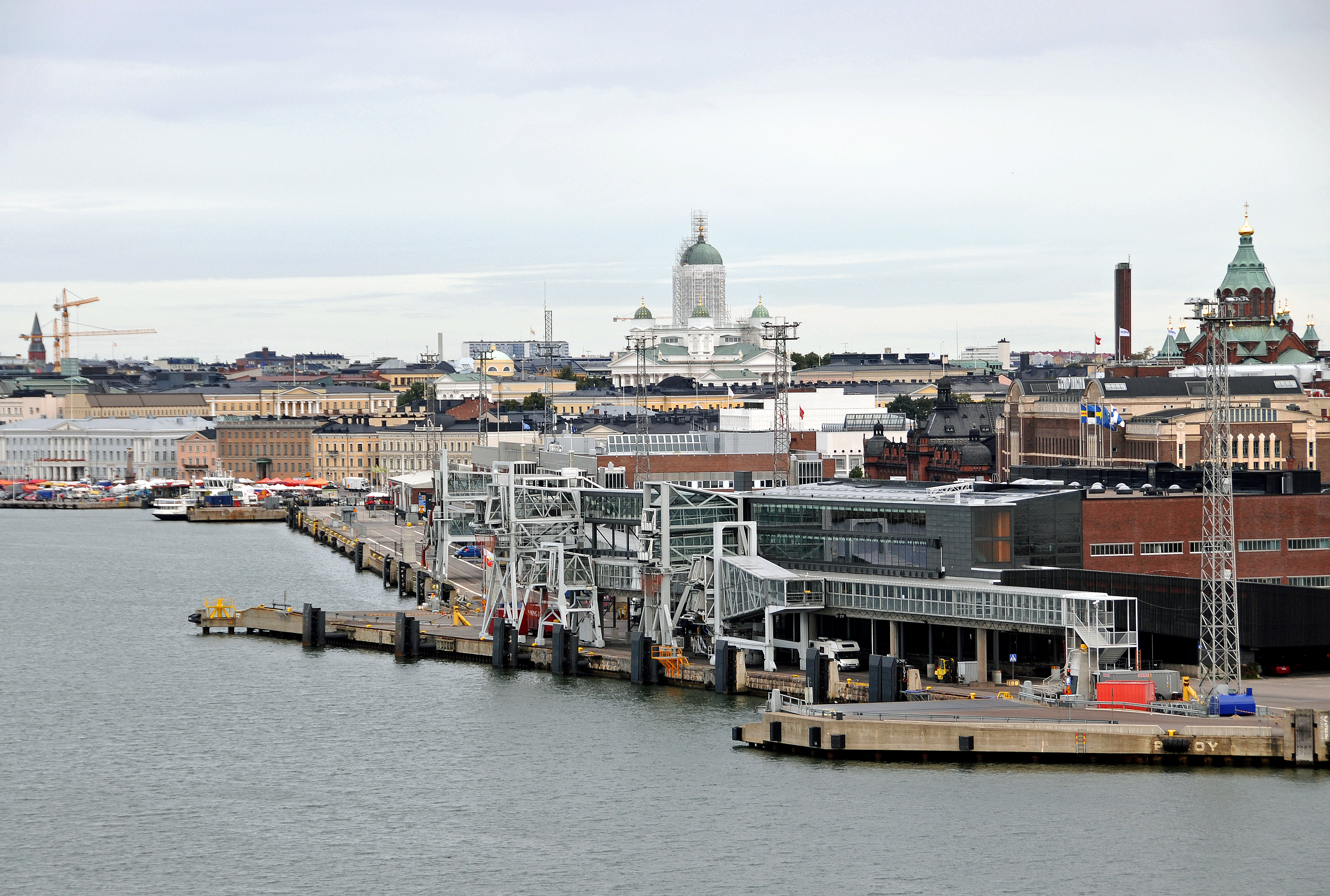
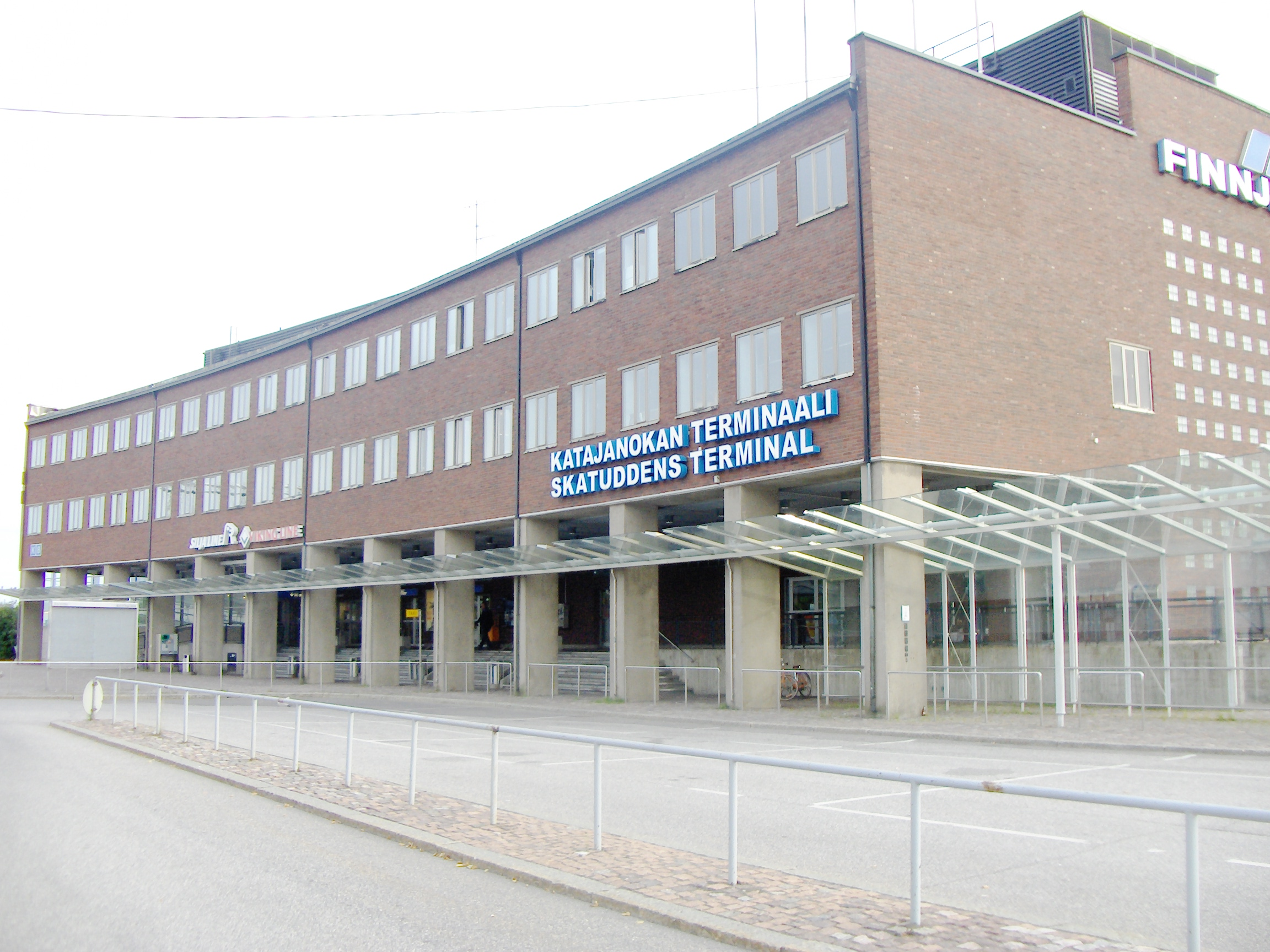